# 앞치마 휘날리며
《앞치마 휘날리며》는 수요일 밤 9시 50분에 방영된 TV조선의 요리 예능 프로그램이다.

## 같이 보기
- 최고의 요리비결
- 집밥 백선생
- 오늘 뭐먹지
- 올리브쇼
- 냉장고를 부탁해
- 백종원의 3대 천왕

## 동시간대 경쟁 프로그램
- 수요미식회 (TVN)
- 유자식 상팔자 (JTBC)
- EBS 다큐프라임 (EBS 1TV)
- 마을 (SBS)
- 장사의 신 - 객주 2015 (KBS 2TV)
- 생로병사의 비밀 (KBS 1TV)
- 그녀는 예뻤다 (MBC)
- 나는 자연인이다 (MBN)